# Otto Preminger
Otto Ludwig Preminger (Wiznitz, Austro-Ugarska 5. prosinca 1905. – New York, SAD, 23. travnja 1986.), bio je austrijsko-američki filmski redatelj, producent i glumac, poznat kao autor više film noira, književnih adaptacija i djela koja su utjecala na pomicanja granica cenzure u filmskoj umjetnosti. Njegov brat Ingo također je bio filmski producent.

## Mladost
Rođen je u Wiznitzu, danas Vyzhnytsia u Ukrajini, tada u Austro-Ugarskoj, kao sin javnog tužitelja. U dobi od devet godina zajedno s obitelji seli se u Graz, gdje pohađa strogu katoličku školu. 1915. godine Premingerov je otac postavljen na visoku dužnost u ministarstvu pravosuđa te se obitelj seli u Beč, gdje često posjećuje kazalište, što je vjerojatno razlog Premingerove rane glumačke ambicije, i pridruživanja lokalnom kazališnom ansamblu. 

## Karijera
Nakon kraja prvog svjetskog rata ozbiljno razmatra mogućnost kazališne karijere, te s 16 godina glumi Lysandera u Shakepeareovom Snu ljetne noći. 1923. primljen je u bečki teatar Maxa Reinhartda, koji mu postaje učitelj i mentor. Nezadovoljan podređenom ulogom u Reinhardtovom teatru, napušta glumu i prelazi u režiju. 1934. emigrira u Sjedinjene Države, gdje nastavlja kazališnu djelatnost na Broadwayu i na dramskoj školi univerziteta Yale. 1935. dolazi u Hollywood gdje na filmu isprva glumi manje karakterne uloge. Nakon drugog svjetskog rata započinje uspješnu karijeru redatelja u Hollywoodu, te debitira noirom Laura, 1944. godine. Inovativni film s latentnom crtom nekrofilije, izazvao je kritike ali postigao i veliki uspjeh. 1940-ih snima i komercijalne filmove, no 1950-ih ostvaruje svoja najbolja djela: Angel Face (1952.), The Moon is Blue (1953.) i Carmen Jones (1954.) kojima izaziva žestoke polemike radi kreiranja opasnih i zavodničkih ženskih likova. Iste godine režira i Marilyn Monroe u filmu Rijeka bez povratka, povoljno primljenom kod kritike i publike. 1953. maestralno je odglumio nacističkog komandanta logora, Pukovnika Von Scherbacha u filmu Billyja Wildera Stalag 17. S filmom The Man with the Golden Arm otvoreno prikazuje ovisnost o drogama, što je tada na filmu bila tabu tema. Polovinom 1950-ih seli se u Francusku gdje snima film Bonjour Tristesse prema knjizi Françoise Sagan. Krajem 1950-ih vraća se u Sjedinjene Države i započinje niz uspješnih ostvarenja kao: Anatomija jednog umorstva, (1959.), Egzodus (1960.), Kardinal (1963.) i In Harm's Way. Aktivan je kao redatelj do 1979., kada snima svoj posljednji film, Ljudski faktor.

## Izabrana filmografija
- Laura (1944.)
- Anđeosko lice (1952.)
- Stalag 17 (1953.) - kao glumac
- Mjesec je plav (1953.)
- Carmen Jones (1954.)
- The Man with the Golden Arm (1955.)
- Anatomija jednog umorstva (1959.)
- Egzodus (1960.)
- Kardinal (1963.)
- In Harm's Way (1965.)

## Vanjske poveznice
- Otto Preminger u internetskoj bazi filmova IMDb-u (engl.)